# Богайли (озеро)
Богайли (крим. Bağaylı gölü) — солоне озеро, розташоване на півдні Сакського району; 5-е за площею озеро Сакського району. Площа — км². Тип загальної мінералізації —  солоне. Походження — лиманове. Група гідрологічного режиму —  безстічне .

## Географія
Входить в Євпаторійської групу озер. Довжина — 1 км. Ширина середня — 1 км, найбільша — 1.2 м. Глибина середня — м, найбільша — м. Висота над рівнем моря: 0.3 м. Найближчий населений пункт — село Фрунзе, розташоване безпосередньо на схід від озера. Озеро є лікувальним і використовується для рекреації.
Богайли відділене від Чорного моря перешийком. Озерна улоговина водойми неправильної видовженої форми, витягнута з заходу на схід. Береги пологі, за винятком південного — стрімкий. Східний берег звивистий. На сході впадають два маловодні струмки, на сучасних картах назв не мають, на карті 1842 року менший, північний водотік, підписаний, як Лощина Кару, південний — як річка Тереклав.
Озеро заростає водною рослинністю переважно на опріснених ділянках. Тут інтенсивно розвиваються різні водорості, аж до цвітіння води.
Середньорічна кількість опадів — близько 400 мм. Живлення: поверхневі і підземні води Причорноморського артезіанського басейну.

## Господарське значення
Грязі (мулові сульфідні приморського типу) озера віднесені до категорії лікувальних і з цього озеро є місцем рекреації. Є одним з 14 грязьових родовищ Криму, мають затверджені Радою Міністрів УРСР зони санітарної охорони. Згідно з постановою Кабінету Міністрів України від 11.12.1996 року № 1499 «Про затвердження переліку водних ресурсів, що відносяться до категорії лікувальних», є одним з 13 грязьових родовищ Криму визнаних лікувальними.